# 김영롱
김영롱(1988년 2월 10일 ~ )은 전 KBO 리그 SK 와이번스의 투수이다.

## 출신학교
- 숭의초등학교
- 상인천중학교
- 인천고등학교